# Татаупа білоокий
Татаупа білоокий (Crypturellus ptaritepui) — вид птахів родини тинамових (Tinamidae).

## Поширення
Ендемік Венесуела. Поширений у штаті Болівар на південному сході країни. Його середовищем проживання є тропічний вологий гірський ліс або тропічні вологі чагарники. Трапляється на тепуях Птарітепуй (звідси назва виду), Ауянтепуй, Чимантатепуй і Сороропантепуй.

## Опис
Птах завдовжки приблизно 27 см. Оперення коричневе. Верх голови та потилиця червонувато-коричневі, на спині темніше, а під грудьми — темне з червонуватими відблисками. Боки голови і горла сірі. Верхня щелепа чорна, нижня щелепа жовта з чорним кінчиком. Ноги оливкові.

## Спосіб життя
Як і інші тинаму, татаупа білоокий їдять плоди із землі або низькорослих кущів. Вони також їдять невелику кількість безхребетних, квіткових бруньок, ніжного листя, насіння та коренів. Самець висиджує яйця, які можуть бути від чотирьох різних самиць. Гніздо розташоване на землі в густій траві або між піднятими коренями.